# 더 투나잇 쇼
더 투나잇 쇼는 미국 NBC에서 1954년부터 방송돼온 심야 토크쇼다. 로스앤젤레스에서 녹화되고, 현재로서는 미국의 최장수 연예 프로그램이며 NBC에서는 '밋 더 프레스'와 '투데이'에 이어 세 번째로 오래된 프로그램이다.
투나잇 쇼 진행자는 스티브 앨런(1954~1957), 잭파(1957~1962), 자니 카슨(1962~1992), 제이 레노(1992~2009, 2010~현재), 코난 오브라이언(2009~2010)이다. 잭파와 자니 카슨이 진행하던 시기에는 임시 진행자들도 출연했다.
역대 가장 오래 진행했던 이는 자니 카슨으로, 자니 카슨의 투나잇 쇼를 1962년 가을부터 1992년 봄까지 30년간 맡아왔다. 현재 이 방송의 진행자는 제이 레노인데, 1992년부터 2009년까지 방송을 진행한 바 있으며 2010년 3월 1일부터 다시 맡기 시작했다.

## 진행 역사
1950년에 시작된 NBC의 브로드웨이 오픈 하우스가 심야 방송 프로그램의 가능성을 처음 보여줬다. 투나잇 쇼 포맷의 시초는 스티브 앨런이 진행한 40분짜리 뉴욕 지역 심야 방송이라 할 수 있다. '스티브 앨런 쇼'는 1953년 WNBT에서 첫 전파를 탔다. 1954년 9월부터, '투나잇!'으로 다시 변경되어 NBC 전체 통신망에서 방영되었다.
| 진행자             | 시작            | 시작 | 종료            | 종료 | 주                                                                                                   | 방송 횟수       |
| 진행자             | 날짜            | 나이 | 날짜            | 나이 | 주                                                                                                   | 방송 횟수       |
| ------------------ | --------------- | ---- | --------------- | ---- | --- | --------------- |
| 스티브 앨런        | 1954년 9월 27일 | 32   | 1957년 1월 25일 | 35   | en:Tonight Starring Steve Allen                                                                      | 2,000           |
| 어니 코박스        | 1956년 10월 1일 | 37   | 1957년 1월 22일 | 37   | 월요일-화요일 진행                                                                                   | 2,000           |
| 잭 레스쿨리        | 1957년 1월 28일 | 44   | 1957년 6월 21일 | 44   | 투데이 전문가가 뉴스 프로그램 '투나잇! 아메리카 애프터 다크'로 변경된 포맷을 진행했다                | 2,000           |
| 알 "재즈보" 콜린스 | 1957년 6월 24일 | 38   | 1957년 7월 26일 | 38   | 레스쿨리를 대신하고, 투데이에 남았다                                                                 | 2,000           |
| 잭파               | 1957년 7월 29일 | 39   | 1962년 3월 30일 | 43   | 토크쇼로 포맷 변경, en:Tonight Starring Jack Paar 와 '잭파 투나잇'으로도 불림                        | 2,000           |
| 여러 진행자        | 1962년 4월 2일  | N/A  | 1962년 9월 28일 | N/A  | 잭파와 자니 카슨의 전환기. 그루초 막스, 머브 그리핀, 빌 컬런, 제리 루이스, 모 살 등의 임시 진행자들. | 2,000           |
| 자니 카슨          | 1962년 10월 1일 | 36   | 1992년 5월 22일 | 66   | en:The Tonight Show Starring Johnny Carson                                                           | 4,531           |
| 제이 레노          | 1992년 5월 25일 | 42   | 2009년 5월 29일 | 59   | en:The Tonight Show with Jay Leno                                                                    | 4,429           |
| 코난 오브라이언    | 2009년 6월 1일  | 46   | 2010년 1월 22일 | 46   | en:The Tonight Show with Conan O'Brien                                                               | 146             |
| 제이 레노          | 2010년 3월 1일  | 59   | 2014년 2월 6일  | 63   | en:The Tonight Show with Jay Leno                                                                    | [ tablenote 3 ] |

Notes for hosting history
1. ↑  자니 카슨 이전 모든 진행자의 방송을 합함
2. ↑  임시 진행자들 방송이나 '위크엔드 투나잇 쇼'/'베스트 오브 카슨' 방송들은 제외함
3. 1 2  2013년 3월 21일 기준

### 스티브 앨런(1954~1957)
스티브 앨런의 프로그램 연출 방식에서 오프닝 멘트, 유명인사 인터뷰, 시청자 참여, 방송국 밖에서 촬영해온 웃긴 장면, 지휘자가 있는 하우스 밴드 및 초대 가수 등의 음악 같은 토크쇼 요소가 비롯되었다.
프로그램의 성공으로 스티브 앨런이 1956년 6월, 일요일 황금 시간대의 코미디/버라이어티 프로그램을 맡으면서, 1956년부터 1957년까지는 '투나잇'을 어니 코박스와 공동 진행했다.
1957년 1월 NBC가 스티브 앨런에게 CBS의 에드 설리번 쇼를 이기라며 일요일 프로그램에 전력하라고 지시하자, 앨런과 코박스는 '투나잇'을 떠났다.

### '투나잇! 아메리카 애프터 다크' (1957)
NBC는 앨런과 코박스가 '투나잇'을 떠난 후 같은 포맷을 유지하기보다, 인기 아침 프로그램인 투데이와 유사하게 뉴스와 특집 방송 포맷으로 바꾸었다. '투나잇! 아메리카 애프터 다크'로 개명된 신규 프로그램의 진행을 처음에는 잭 레스쿨리가 이어 알 "재즈보" 콜린스가 맡았으며, 인터뷰는 하이 가드너가 음악은 루 스타인 트리오가 맡았다. 이러한 새로운 연출은 인기를 얻지 못해, NBC 방송을 송출하는 지역 방송국 상당수가 프로그램을 취소하기에 이르렀다.

### 잭파 (1957~1962)

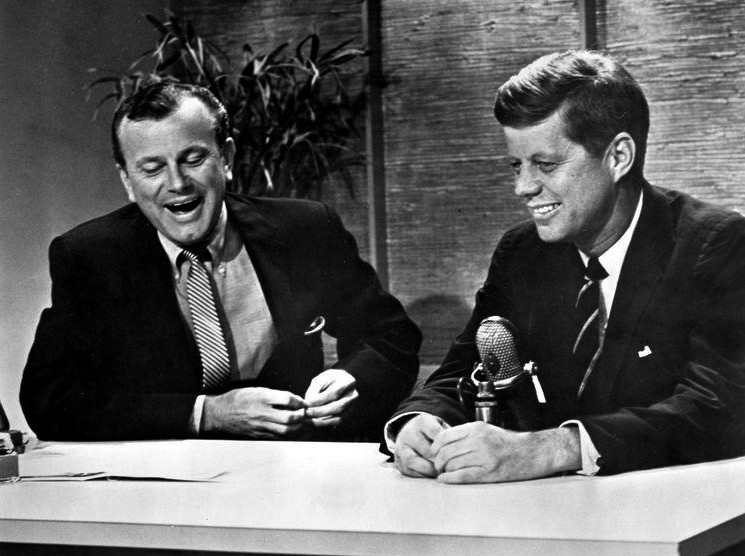
잭파와 대통령 후보 존 F. 케네디, 1960

1957년 7월, NBC는 잭파를 단독 진행자로 새롭게 맞아들이면서 프로그램을 다시 토크/버라이어티 쇼 포맷으로 변경했다. 마뜩잖게 운영되던 '아메리카 애프터 다크'의 송출을 취소한 NBC 제휴 지역 방송국 대부분이 잭파의 진행으로, 방송을 재개했다. 잭파가 맡았을 때부터 진행자 이름을 빌려 상표화하는 관례가 시작되어서, 공식 명칭은 '투나잇 쇼'라도 '잭파 쇼'로 통한다. 잭파는 임시 진행자를 두는 아이디어도 도입했는데, 그 초기 진행자 중에 자니 카슨이 있었다. 잭파 쇼는 초창기 정규 방송으로는 드물게 컬러로 녹화됐다.
한 영국 부인이 스위스를 방문하던 중 "WC" 위치를 묻는군요. 행인은 "거리 교회당"을 묻는 줄 알고, 이렇게 적어줍니다. (부분) "WC는 당신이 묵을 방에서 9마일 떨어져 있어요. 229명은 들어갈 텐데 일요일과 목요일에만 열죠. 놀라실지도 모르겠는데 제 딸이 그 WC에서 결혼했어요. 사위를 만난 곳도 거기랍니다. 가장 좋은 자리로 예약해 드릴게요. 원하시면, 모두가 볼 수 있는 자리로요".
전날 밤 녹화에서 NBC 검열관들이 "WC"(수세식 변기를 가리키는 의례적 표현)를 "거리 교회당"으로 혼동했다한 농담을 삭제하자 1960년 2월 11일 잭파는 프로그램을 떠나 한 달 가까이 모습을 보이지 않았다. 데스크를 떠나면서, 그는 이렇게 말했다. "저는 '투나잇 쇼'를 떠납니다. 이런 모욕 안 당하면서 먹고 살 방법이 있겠죠". 잭파의 갑작스러운 퇴장에 놀란 아나운서가 직접 방송을 마쳐야 했다.
잭파는 1960년 3월 7일 프로그램에 복귀해, 무대를 거닐며 자세를 취하면서 이렇게 말했다. "제가 말씀드렸다시피 ..."
 관객들의 박수갈채가 쏟아진 다음, 잭파는 덧붙였다. "제가 퇴장할 때, 먹고 살 방법이 있을 것이라 말했죠. 음, 찾아봤는데 없더군요."

### 잭파가 떠나고 카슨이 맡기까지 (1962)
5일 연속 심야 방송보다 주 1회 황금시간대 방송이 좋았다면서, 잭파는 1962년 3월 프로그램을 떠났다. '잭파 쇼'는 황금시간대('잭파 프로그램')로 옮겨져 1965년에는 금요일 밤마다 방송되었다.
자니 카슨이 잭파의 후임자로 선택되었다. 당시 카슨은 ABC에서 평일 오후에 en:Who Do You Trust?라는 퀴즈쇼를 진행하고 있었다. 카슨이 9월말까지 ABC와 맺은 계약에 묶여 있었기 때문에 1962년 10월이 되어서야 진행자 자리를 인계받을 수 있었다. 잭파가 나가고 카슨이 올 때까지 몇 달간 그루초 막스, 머브 그리핀, 빌 컬런, 제리 루이스, 모 살 등의 임시 진행자들이 채웠고 개중 일부는 그 일을 위한 오디션이었나 싶을 만큼 주목받았다. 머브 그리핀은 임시 진행자로서 굉장한 호응을 받아 NBC가 주간 토크쇼를 내줬다.
이 동안 프로그램은 '투나잇 쇼'라는 제목으로 방송됐다.

### 자니 카슨 (1962~1992)

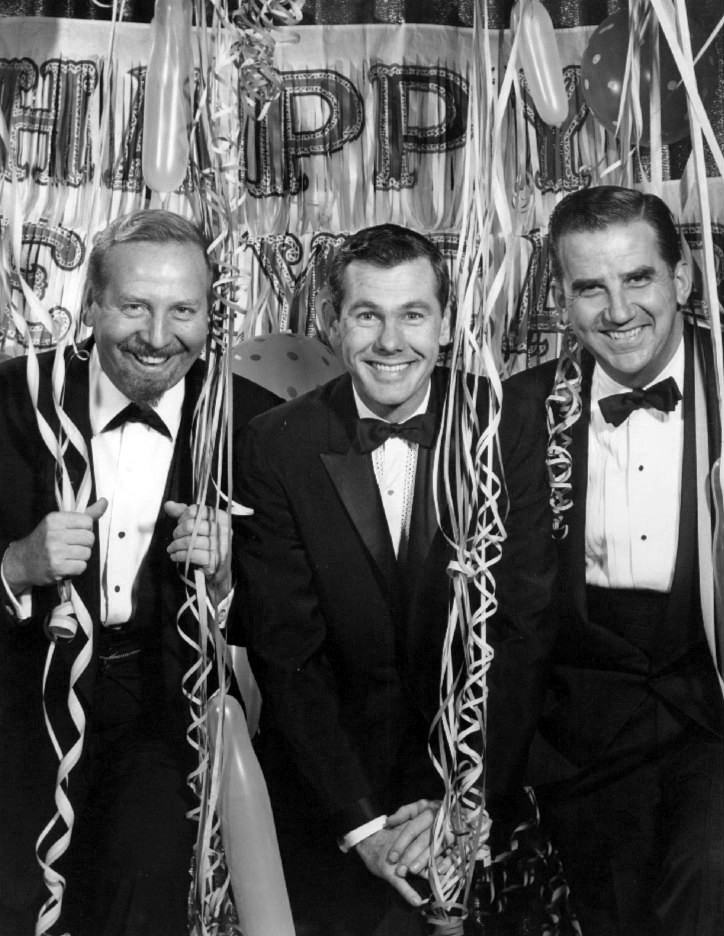
1962년신년 전야, (좌-우) 스키치 헨더슨, 자니 카슨, 에드 맥마흔

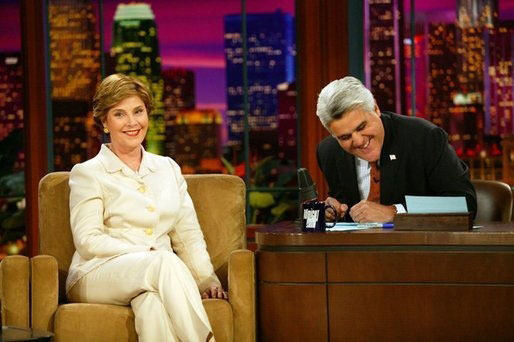
영부인 로라 부시와 제이 레노

1962년 10월 1일 그루초 막스가 자니 카슨을 새 진행자로 소개했다. 방송 초기 몇 달만 빼고 10년간, 카슨의 '투나잇 쇼'는 뉴욕이 근거지였다. 1972년 5월, 캘리포니아 버뱅크 서부 연안의 NBC 스튜디오 중 제1스튜디오로 옮겨 남은 기간 그곳에서 프로그램을 진행했다.

### 제이 레노 (1992~2009)

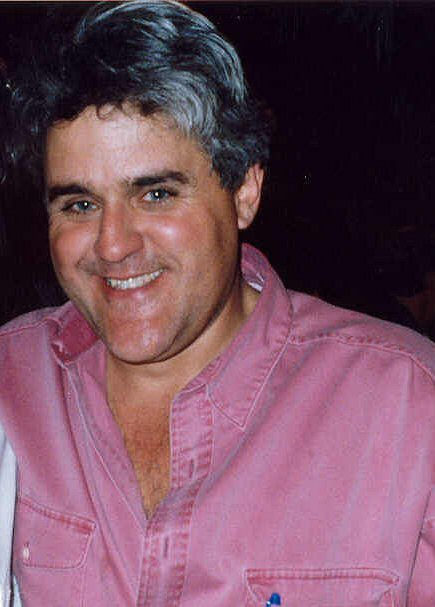
제이 레노, 1993

1992년 5월 22일 자니 카슨이 물러나고, 갑론을박 속에 제이 레노로 교체되었다. 데이비드 레터맨이 '투나잇 쇼'가 끝난 심야에서 좀 더 이른 시간대로 옮기고 싶어한 데다 카슨과 다른 사람들도 그를 후임자로 당연시 했다(레노가 몇 년째 카슨의 고정적인 임시 진행자였음에도). 더 이른 시간대에 마음을 두었던 레터맨은 NBC를 떠나 CBS로 가서 '레이트 쇼 위드 데이비드 레터맨'를 진행한다. '레이트 쇼 위드 데이비드 레터맨'은 시작부터 같은 시간대의 '투나잇 쇼'와 경쟁을 한다. 레노가 '투나잇 쇼' 진행자로서 소임을 다한 후에는, 코난 오브라이언이 쇼를 인계받았다.

### 코난 오브라이언 (2009~2010)
2004년 9월 27일, 프로그램 방영 50주년 기념일을 맞아, NBC는 2009년 코난 오브라이언이 제이 레노의 뒤를 이을 것이라고 발표했다. 레노는 코난에게 양도할 때 자신과 데이비드 레터맨 사이에 불거졌던 감정 악화를 반복하고 싶지 않다고 설명하면서 오브라이언을 "그 일에 확실히 최적임자"라고 일컬었다. 레노가 진행한 '투나잇 쇼' 마지막 회는 2009년 5월 29일 금요일에 방송됐다. 오브라이언은 레노를 대신해 6월 1일 월요일 '투나잇 쇼'를 맡아 유니버설시티에 있는 유니버설 스튜디오 할리우드의 새 스튜디오에서 진행했으며, 이로써 (1972년 이후) 버뱅크에서 방송을 녹화한 시대가 끝났다. 한편, 레노는 오브라이언의 '투나잇 쇼' 전에 방송되는 황금 시간대 토크쇼 en:The Jay Leno Show 진행자로 옮겨 갔다.

#### 시간대 갈등과 레노의 복귀

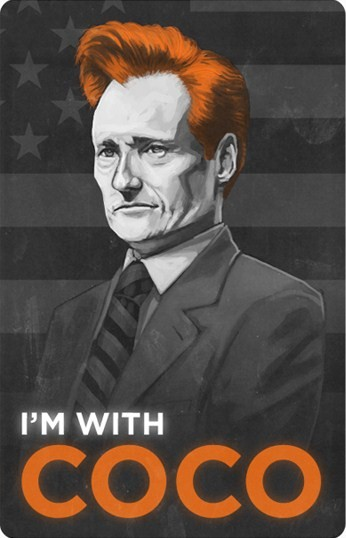
오브라이언은 논란 속에서 온라인 지지를 신속히 얻었다.

오브라이언의 관객은 레노 때보다 상당히 줄어들었다. 레노의 황금시간대 프로그램 시청률이 잘 나왔지만, 일부 NBC 제휴 지역 방송국은 '제이 레노 쇼'가 자사 심야 뉴스 방송 시청률을 떨어뜨리고 있다고 항의했다.
2010년 1월 7일, 여러 언론이 레노 및 오브라이언의 시청률 하락과 NBC 계열시의 압력 때문에 레노가 2010년 3월 1일부터 평일 밤 10시 시간대에서 11시 35분으로 옮긴다고 보도했다. 레노의 프로그램은 1시간에서 30분까지 단축될 예정이었다. 2월 15일부터 2월 26일까지 NBC 심야 프로그램 전체가 2010 동계 올림픽으로 편성되었다. 이 때문에 '투나잇 쇼'는 새벽 12시 5분으로 밀렸으며, 방송 이래 최초로 시간대가 자정을 넘기게 되었다.
1월 10일, NBC는 제이 레노를 2월 12일 자로 황금시간대에서 빼고 가능한 한 빨리 심야로 이동시킨다는 계획을 공식화했다. 이러한 변경사항에 대해 오브라이언이 아무런 사전 통보도 받지 못했으며, NBC가 새벽 12시 5분 시간대 한 시간짜리 방송 아니면 그만두라는 선택권을 그에게 제시했다고 TMZ는 보도했다. 1월 12일, 오브라이언은 기자 회견을 열어 새벽 12시 5분 시간대로 옮겨진다면 '투나잇'을 계속하지 않겠다며 이렇게 말했다. "다른 코미디 프로그램을 들이느라 '투나잇 쇼'를 다음 날로 미루면 제가 방송사상 최대의 시리즈로 여기는 '투나잇 쇼'에 막대한 타격을 줄 것입니다. 새벽 12시 5분의 '투나잇 쇼'는 말 그대로 '투나잇 쇼'가 아닙니다."
9일 후인 1월 21일, 오브라이언이 '투나잇 쇼'를 떠나며 3,300만 달러를 받는 조건으로 NBC와 합의했다고 발표됐다. 오브라이언의 '투나잇 쇼'는 1월 22일 금요일에 마지막으로 전파를 탔고, 제이 레노가 곧바로 3월 1일부터 '투나잇 쇼'에 복귀했다. 오브라이언은 (NBC와 체결한 비경쟁 계약 조항이 만료된 후인) 2010년 11월 8일, 심야 텔레비전으로 복귀해 케이블 채널 TBS의 '코난'을 진행한다.

### 레노의 재임 (2010~2014)

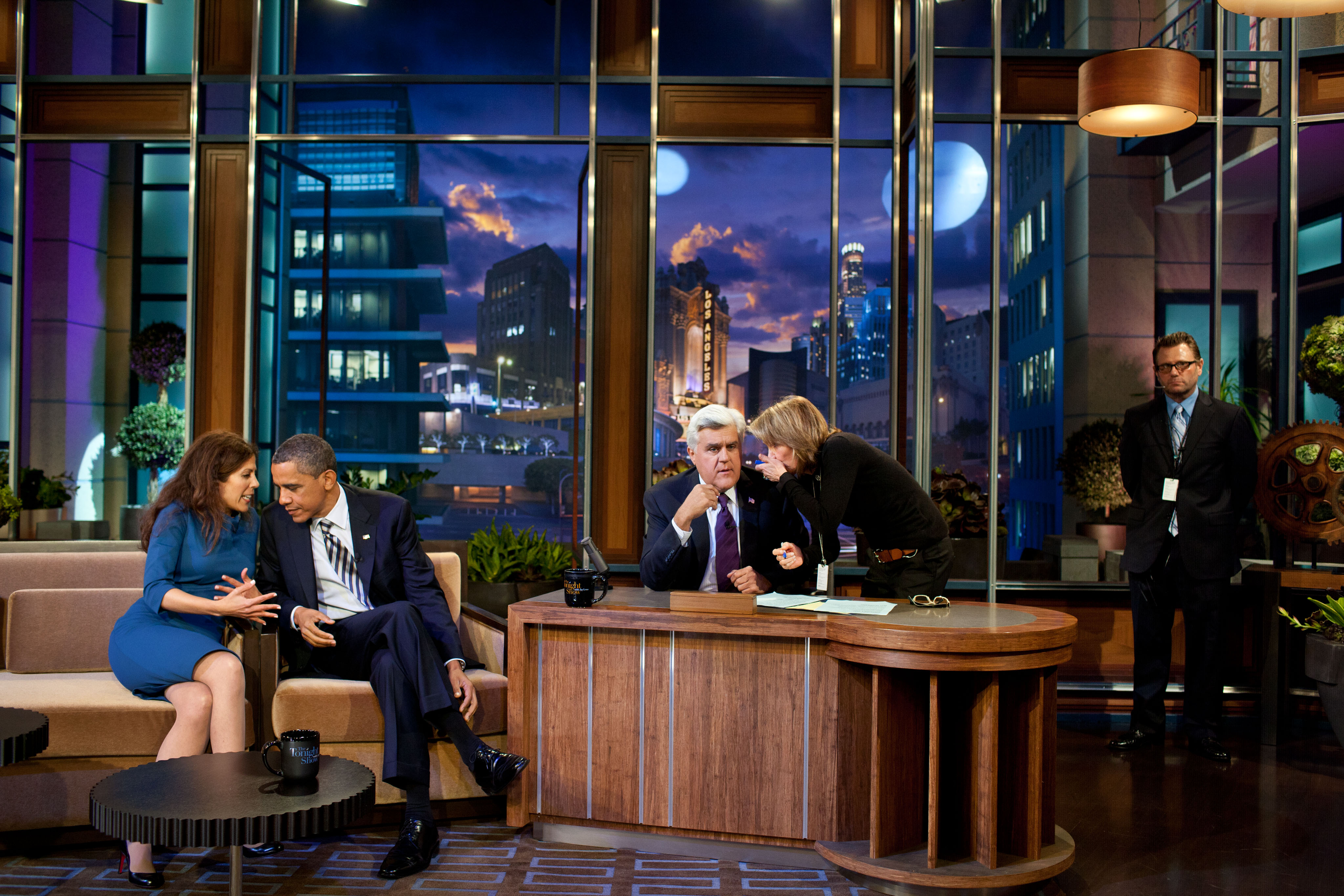
2011년 10월 25일 '투나잇 쇼' 녹화 중 세트에서 휴식을 취하는 레노와 버락 오바마 대통령

2010년 3월 1일, 제이 레노가 '투나잇 쇼'로 복귀했다. 2010년 7월 1일, 주간지 '버라이어티'는 제이 레노가 다시 진행을 맡은 지 불과 6개월 만에, '투나잇 쇼'의 시청률이 1992년 이래 최하를 기록했다고 보도했다. 2010년 9월이 되자, 레노의 시청률은 코난 오브라이언이 '투나잇 쇼'를 진행하던 당시의 시청률 이하로 떨어졌다. NBC 시청률 전문가 톰 비어바움은 진행자가 심야 텔레비전을 상당 기간 떠나 있던 데다 2010년 투나잇 쇼 갈등도 빚었던 만큼, 레노의 시청률 하락은 "전혀 놀라운 일이 아니"라고 논평했다.
2010년 10월, 레노가 '투나잇 쇼' 진행자로 복귀하고서는 처음으로 데이비드 레터맨의 시청률이 레노의 프로그램을 앞섰다. 그러나 2011년 5월 레노는 레터맨으로부터 선두 자리를 되찾았으며 지금껏 지키고 있다.
2012년 8월, '로스앤젤레스 타임즈'는 '투나잇 쇼'가 여러 가지 이유로, 특히 NBC가 돈을 잃어 곤란한 상황이라고 보도한다. 나중에 '타임즈'는 '투나잇 쇼' 광고 수익이 2007년 이후 연간 2억 5천 5백9십만 달러에서 1억 4천 6백십만 달러로 40% 이상 떨어졌다는 점에 주목하며 더욱 자세히 설명했다.
이러한 문제점들에도 불구하고, 닐슨 시청률에 따르면, 2012년부터 2013년까지, '제이 레노의 투나잇 쇼'는 300만 관객을 정기적으로 유치하면서 최고 시청률의 심야 방송 자리를 지켜오고 있다. 하룻밤에 580만 명을 거뜬히 확보하던 절정기 2002~2003년보다 레노의 시청자는 상당히 줄었다. 이는, '더 데일리 쇼', '콜베어 리포트', 코난 같은 케이블 방송이 점차 늘어 TV 관객이 계속해서 분열된 탓이기도 하다. 더구나 CBS에서는 레터맨과, 2013년 1월 8일부터는 ABC의 '지미 키멀 라이브!'와도 경쟁하고 있다.

### 지미 팰론 (2014~)
소문과 억측이 몇 달간 이어진 후인 2013년 4월 3일, NBC는 제이 레노가 진행자 자리에서 2014년에 물러나며, 2014년 2월 24일 프로그램 60주년 기념일을 맞이해 지미 팰론이 '투나잇 쇼'를 인계받는다고 공식 발표했다.
2013년 3월 20일, NBC는 '투나잇 쇼'가 남부 캘리포니아에서의 42년을 끝으로 뉴욕으로 돌아가게 된다고 확정했다. NBC는 2014년 팰론이 진행자가 되면 뉴욕으로 돌아올 투나잇 쇼를 위해서, 현재 팰론의 '레이트 나이트' 녹화장인 스튜디오 6B를 고치는 데 500만 달러 가까이 쓸 예정이다. 스튜디오 6B는 잭파가 투나잇 쇼를 진행하던 스튜디오이기도 하고 프로그램을 1972년 버뱅크로 옮기기 전 자니 카슨의 '투나잇 쇼' 초반 10년이 진행된 곳이기도 하다. 2013년 8월 26일부터 완공될 때까지 팰론은 현재 프로그램을 스튜디오 6A로 옮길 것이다. 마무리되면, 새로운 6B에 새로운 외관과 시설이 갖춰지며 현재 관객 수용치인 189명에서 개선되어 240명을 앉힐 수 있게 된다. 2013년 6월 11일, NBC는 '투나잇 쇼'가 '지미 팰론의 투나잇 쇼'로 개명되며 '레이트 나이트'의 작가 에이미 오졸스가 '투나잇 쇼' 프로듀서로 온다고 발표했다.

## 방송 이정표
'투나잇 쇼'는 계열사의 15분짜리 뉴스 방송에 이어 동부 표준시 밤 11시 15분에 방영이 시작됐다. 더 많은 계열사가 지역 뉴스 프로그램을 30분까지 늘림에 따라, 11시 15분에 시작하는 계열사들과 11시 30분에 합류하는 계열사들을 위해서 방송 오프닝을 두 번 하기에 이르렀다. 1965년 초, 190개 계열사 중 43군데에서만 전체 방송이 방영됐다. 1965년 2월 이후 11시 30분까지의 출연을 거부하자 에드 맥마흔이 11시 15분 부분을 "진행하는" 데 불만이었던 자니 카슨은 마침내, 방송 시작 시각을 11시 30분으로 바꿔야 한다고 주장했으며, 1966년 12월 오프닝을 두 번 하는 관행이 없어졌다.
초창기에는 생방송 프로그램이었다. 목요일 밤 프로그램들은 애초 생방송을 고수했지만, 이 프로그램은 1959년 1월 12일부터 당일 재방송을 위해 비디오테이프에 녹화되었다. 컬러 방송은 1960년 9월 19일에 시작됐다.
'투나잇 쇼'는 우연이긴 해도 1984년 멀티채널 텔레비전 사운드 스테레오 음향으로 방송된, 미국 최초의 텔레비전 프로그램이다. 멀티채널 텔레비전 사운드가 정식으로 시작된 해는 1985년이다. 1991년 9월, 이 프로그램은 방송국 계열사들이 지역 뉴스에 광고를 더 많이 팔 수 있도록 시작 시각을 5분 후인 11시 35분으로 미루었다. 1999년 4월 26일, 1080i HDTV로 방송됨으로써 그러한 촬영 포맷으로는 미국 최초인 야간 토크쇼가 되었다.
2009년 3월 19일 버락 오바마 대통령의 방문으로, '투나잇 쇼'는 미합중국 대통령을 초대 손님으로 맞이한, 사상 최초의 심야 토크쇼가 되었다.

### 일정
수년간에 걸쳐, '투나잇 쇼'가 방송되는 시간과 길이는 여러 번 변경되었다.

#### First run episodes
| 시작 날짜       | 종료 날짜        | 야간  | 시작  | 종료  | 주                           |
| --------------- | ---------------- | ----- | ----- | ----- | ---------------------------- |
| 1954년 9월 27일 | 1956년 10월 5일  | 월-금 | 11:30 | 1:00  | 앨런                         |
| 1956년 10월 8일 | 1957년 1월 4일   | 월-금 | 11:30 | 12:30 | 앨런                         |
| 1957년 1월 7일  | 1966년 12월 30일 | 월-금 | 11:15 | 1:00  | 앨런, 잭파, 카슨             |
| 1967년 1월 2일  | 1980년 9월 5일   | 월-금 | 11:30 | 1:00  | 카슨                         |
| 1980년 9월 8일  | 1991년 8월 30일  | 월-금 | 11:30 | 12:30 | 카슨                         |
| 1991년 9월 2일  | 현재             | 월-금 | 11:35 | 12:35 | 카슨, 레노, 오브라이언, 레노 |

이 기간에 많은 NBC 계열사들이 밤 11시에서 11시 30분 사이에 지역 뉴스를 방송하기보다 프로그램 초반 15분은 채우려 들지 않았다는 점에 주목하자. 1965년 2월을 기해, 카슨은 초반 15분에 대한 진행을 거부했다. 전체 방송국이 준비된 다음에 오프닝 멘트를 하고 싶어했기 때문이다. 1967년 1월 프로그램 시작 시각이 밤 11시 30분으로 조정될 때까지 약 2년간, '투나잇 쇼'의 15분짜리 오프닝 진행자는 아나운서 에드 맥마흔이었다.

#### 주말 재방송
1965년부터 1975년, '새터데이 나이트 라이브'가 나올 때까지, '투나잇 쇼'의 주말 재방송이 NBC의 주요 상품이었다. 이 재방송들은 다음 시간대에 방영되었다.
| 시작 날짜      | 종료 날짜       | 야간               | 시작  | 종료 | 주                                                        |
| -------------- | --------------- | ------------------ | ----- | ---- | --------------------------------------------------------- |
| 1965년 1월 2일 | 1967년 1월 1일  | 토요일 또는 일요일 | 11:15 | 1:00 | '새터데이/선데이 투나잇 쇼'로 알려진 재방송               |
| 1967년 1월 7일 | 1975년 9월 28일 | 토요일 또는 일요일 | 11:30 | 1:00 | '베스트 오브 카슨'과 '위크엔드 투나잇 쇼'로 알려진 재방송 |

## 개그, 촌극, 세그먼트
앨런
- Man on the street 인터뷰: 앨런도 비전문적인 일반인들과 즉흥 연기를 했지만 반복되는 캐릭터로 배우들, 특히 돈 노츠, 루이스 나이, 톰 포스톤이 자주 등장했다.

- Crazy Shots: 나중에 *"Wild Pictures"로 알려짐. 앨런이 피아노를 반주하는 동안 앨런의 보조 출연진과 초대된 스타들이 재빨리 코믹 연기를 보여줬다.

잭파
- Candid Camera: 앨런 펀트가 라디오 전성기 이후 진행한 단속적인 프로그램으로, 1958년에 '투나잇 쇼'의 한 코너가 되었다.[37]

- Stump the Band: 관객더러 잘 알려지지 않은 곡을 정하게 해서 악단이 연주하도록 했다. 악단은 그 곡을 모르면, 우스꽝스럽게 연주해버리기 일쑤였다. 카슨의 '투나잇 쇼'의 한 코너로 이어졌다.

카슨
- Carnac the Magnificent: 카슨이 봉인된 봉투를 받은 영매를 연기한다(맥마흔은 "오늘 정오부터 펑크 앤 왜그낼즈 현관 밑 마요네즈 병에 밀봉되어 있었다"며 늘 과장되게 표현). 카르나크는 봉투를 머리에 대면서 안에 담긴 농담의 핵심 문구를 암송한 다음, 봉투를 열고 어울리는 질문을 읽는다. 예: "소스팬이라 ... 피터 팬 형제 중 누가 와인을 좋아했죠?" 농담이 관객들에게 통하지 않으면, 카르나크는 늘 그들에게 "훈제 들소가 욕조 온도를 바꿀지니!"처럼 우스꽝스러운 저주를 내뱉는다. 카르나크는 앨런의 초기 개그 중 하나인 "The Question Man"을 본뜬 듯하다. 당시 여기에서 앨런은 핵심 문구를 질문 형식으로 제시하고 대답을 들었다.

- The Tea Time Movie: "아트 펀"과 마티니 레이디(원래 폴라 프랜티스가 맡았는데, 에디 윌리엄스, 줄리엣 프로우즈, 리 메러디스 등이 단발적으로 출연하다가, 수년간 캐롤 웨인이 맡았으며, 이후 다누타 웨슬리에 이어 마침내 테레사 간젤이 맡음)가 함께. 카슨은 가장 좋아하는 캐릭터가 아트 펀이라고 한 적이 있다: "그는 너무 너저분해요!" 헉스터 아트는 화려한 차림새에 풍성한 가발을 쓰고, 아주 가는 콧수염을 달았으며, 재키 글리슨의 "Reginald van Gleason III" 캐릭터처럼 높은 콧소리로 말했다. 1950년대식으로 빠르게 말하며 광고하는 사람들을 패러디한, Tea Time Movie는 오후 중반의 영화를 후원하는 듯한 제품 및 회사들의 속사포 같은 가짜 광고들로 구성된다. 한결같이 그 농담들의 소재는 풍만한 몸매의 보조 마티니 레이디이고, 매회 "Slauson Cutoff" 농담을 "'도로' '분기점'(지도가 포크를 받치기 위해 펼쳐져 있다)에 도착할 때까지 운전하세요!"라는 표현을 따라 한 번 이상은 변주한다(예., "Slauson Cutoff에 갈 때까지 101고속도로를 타다 보면 우리 매장을 찾으실 수 있습니다. 차에서 내려, slauson을 잘라내고, 다시 차에 타세요."). 그러면 아트는 우리를 ("Tarzan and Cheetah Have to Get Married"나 "Rin Tin Tin Gets Fixed Fixed Fixed" 등과 같은) 오늘의 영화로 돌아가게 했고, 고전 영화 4분짜리 클립이 이어졌다. 마티니 레이디에게 덜미 잡힌, 아트에게 돌아갔다가. 다른 영화와 다른 광고가 방송된다.

레노
- Headlines (월요일): 시청자들이 보낸 웃긴 인쇄물들. 이러한 실제 헤드라인들은 대개 인쇄상의 오류나 본의 아니게 부적당한 항목들이다. 이 코너는 Arabs Wish Bush의 "A Happy Shoe Year!"처럼 당시 행사를 반영한 우스꽝스러운 가짜 헤드라인 소개로 시작되곤 했다. 제이가 동부/서부 시간대 밤 10시로 이 코너를 옮긴 것을 반영해, 마지막 방송의 주 헤드라인은 '과학자 다섯 명 중 네 명은 밤 11시 30분보다 밤 10시에 더 재미있게 말한다'였다.

- Jaywalking: 사전 녹화 코너인, "Jaywalking"은 진행자 이름과 불법 관행인 무단 횡단에 대한 연극이다. 레노가 로스앤젤레스 주변 공공장소(대체로 할리우드 대로, 멜로즈 애비뉴, 유니버설 스튜디오)에서 사람들에게 현재 뉴스와 기타 주제에 대해 질문한다. 대개의 답변이 너무 어처구니없다. 어떤 사람은 에이브러햄 링컨을 초대 대통령이라 여기고, 또 어떤 사람은 힐러리 클린턴 사진을 알아보지 못하는 식이었다. 때로 질문들은 잭파나마 운하가 어느 나라에 있느냐는 것처럼 "백악관은 무슨 색이냐?" 수준이다. 매 코너를 위해 한 시간 동안 15명쯤 인터뷰하는데, 9개 정도의 인터뷰가 방송에 사용된다.

- Stuff We Found on E-Bay: 경매 웹사이트 E-Bay에서 볼 법한 엄청난 생활용품을 등장시켜, 물품의 판매 여부를 관객에게 묻는다.

- Unusual Mother's Day, Father's Day, Christmas gifts: 휴일 맞이 선물로 적당한 물품이 등장한다; 진품도 있고 위조품도 있지만 전부 희귀품이다.

오브라이이언
- Twitter Tracker: 이 촌극에서, 코난은 트위터를 이용하는 유명인들이 늘어나는 데 대해 안타까워하던 중 지나치게 열성적인 아나운서(프로그램 작가 브라이언 맥캔의 목소리)의 방해를 받는다. 아나운서는 자신이 좋아하는, 모두 평범한 활동을 묘사한 트윗 몇 개를 읽어주며 코난에게 그들 트윗이 흥미롭다는 점을 입증하려 한다. 이 촌극에는 트위터 로고의 새가 계속 죽는 정교한 애니메이션이 항상 나온다. 또한, 아나운서가 각운 문장을 써 코난을 CoCo라고 부르며 트위터를 해보라고 설득한다.

- Wax Fonzie/Wax Tom Cruise: 조악한 품질의 유명인사 밀랍 인형이 가득한 창고에 방문했을 때, 코난은 가장 좋아하는 이들을 본뜬 두 개를 알아보고 산다. 하나는 '해피 데이즈' 캐릭터 아서 폰자렐리(손 위치 때문에 코난은 그가 방금 소변기에서 볼 일을 마쳤다고 표현)인 헨리 윙클러, 다른 하나는 소름 끼치게 생긴 톰 크루즈 인형이다. 두 인형은 프로그램에 몇 번 등장했는데, 특히 소품용 대포로 발사되곤 했다. 톰 크루즈 인형 대부분은 남았지만, 폰지 인형 얼굴은 회복 불가능했다. 폰지 인형은 경기에서 우승자의 낡은 차량을 날려버리는 폭발로 인해 결국 최후의 운명을 맞이했다.

- Ridiculously Expensive Sketches: '투나잇 쇼' 전통 시간대에서 강제로 밀어낸 NBC에 대한 모의 복수극으로서, 오브라이언은 마지막 몇 회를 NBC가 대단히 막대한 비용을 들일 촌극을 선보이는 데 할애했다. 이 촌극들은 진귀하고 값비싼 소품들을 (대체로 대출로) 사용했고 이례적으로 높은 저작권료를 내는 매체들을 포함했다.

## 시간대 및 국제 방송
| Country         | TV Network(s)                                | Weekly Schedule (local time)                                                             |
| --------------- | -------------------------------------------- | ---------------------------------------------------------------------------------------- |
| 호주            | The Comedy Channel                           | Weeknights 12.00 a.m. AEST                                                               |
| 캐나다          | CTV 2 & Access                               | Simulcast with NBC's broadcast                                                           |
| 덴마크          | TV3 + (as 'The Tonight Show')                | Weeknights 12.05 a.m. CET                                                                |
| 도미니카 공화국 | Cable de Tricom (as 'Tonight Show')          | Simulcast with NBC's ET broadcast                                                        |
| 터키            | e2 (as 'The Tonight Show')                   | Weeknights 11 p.m. IST                                                                   |
| 유럽            | CNBC Europe                                  | Weeknights 12 a.m. CET, Weekends 9 p.m. CET                                              |
| 인도            | Zee Cafe                                     | Weeknights 12 a.m. IST                                                                   |
| 이스라엘        | yes stars Comedy (as 'Jay Leno')             | Weeknights 7:00 p.m.                                                                     |
| 파키스탄        | CNBC Pakistan (as 'Tonight Show')            |                                                                                          |
| 필리핀          | Jack TV (as 'The Tonight Show')              | Tuesday to Saturday 3 p.m. (via satellite) / Tuesday to Saturday 11 p.m. (late telecast) |
| 포르투갈        | +TVI (as 'The Jay Leno Show')                | Weeknights 11:15 p.m.                                                                    |
| 루마니아        | Antena 3 (as 'Tonight Show')                 | Weeknights 12:25 a.m.                                                                    |
| 스웨덴          | Kanal 9 (as 'The Tonight Show med Jay Leno') | Weeknights around 11:50 p.m., 7:10 a.m. rerun                                            |
| 핀란드          | MTV3 MAX (as 'Tonight Show')                 | Weeknights 11:20 p.m., Repeated on weekday mornings                                      |
| 남아공          | CNBC Africa (as 'Tonight Show')              |                                                                                          |
| 영국            | CNBC (as 'The Tonight Show')                 | Weeknights 11 p.m.                                                                       |

또한, '투나잇 쇼'는 전 세계가 본다. 미국에서 방송되고 3일 후면 CNBC 유럽에서 방송된다. 이 프로그램은 호주 The Comedy Channel AEDST에서 평일 밤 10시 30분에 방영되는데, 새로운 에피소드들은 미국 방송이 끝나면 몇 시간 만에 방영된다. 스웨덴에서는, Kanal 5가 '투나잇 쇼'('제이 레노 쇼')를 1990년대 후반부터 일주일 격차로 방영해왔다. 2006년 10월부터는, 미국에서 방송되고 12시간 만에 인도의 Zee Cafe에서도 방영된다.
1980년대 영국에서 이 프로그램을 방송하려던 초기 시도는 카슨의 농담 때문에 실패했다. 1984년 10월 23일 방송에서, 초대손님 폴 매카트니는 이 프로그램의 영국 방영을 두고 이렇게 말했다.

카슨: (광고를 전하며) 자, 중단해야겠습니다. 광고도 좀 보죠. 저희는 가끔 물건을 팝니다. 네, 영국 텔레비전 같지 않죠. 영국에서는 10분이건 12분이건 그냥 쭉 가죠. 영국 텔레비전은 그들이 아시다시피, 그들이 원할 때 끝납니다.

매카트니: (농담조로) 아, 그들이 당신 프로그램을 싫어해서 화가 단단히 나셨군요.

## 같이 보기
- en:List of late-night American network TV programs
- The Late Shift, a made-for-cable film about Leno and Letterman's vying for host duties on 'The Tonight Show'